# Abyssogena
Abyssogena is een geslacht van tweekleppigen uit de familie Vesicomyidae.

## Soorten
De volgende soorten zijn bij het geslacht ingedeeld:
- Abyssogena kaikoi (Okutani & Métivier, 1986)
- Abyssogena novacula (Krylova, Sahling & R. Janssen, 2010
- Abyssogena phaseoliformis (Métivier, Okutani & Ohta, 1986)
- Abyssogena southwardae Krylova, Sahling & R. Janssen, 2010